# Сунарио Састровардойо
Сунарио Састровардойо (индон. Sunario Sastrowardoyo, согласно старым нормам индонезийского языка — индон. Soenario Sastrowardojo), также известен как просто Сунарио (индон. Sunario, согласно старым нормам — индон. Soenario) — индонезийский политический деятель, дипломат. Министр иностранных дел Индонезии (1954—1955), министр торговли Индонезии (1957—1959).

## Ранние годы жизни
Родился в 1902 году в городе Мадиун, провинция Восточная Ява. Окончил юридический факультет Лейденского университета, во время обучения стал одним из основателей Ассоциации индонезийских студентов (индон. Perhimpunan Mahasiswa Indonesia), позже переименованной в Индонезийскую ассоциацию (индон. Perhimpunan Indonesia. Вернулся в Индонезию в середине 1920-х годов, занимался адвокатской практикой в Бандунге, тогда же вступил в Индонезийскую национальную партию. В 1928 году он был избран делегатом от Бандунга на Второй съезд индонезийской молодёжи в Батавии (ныне Джакарта). На этом съезде он познакомился со своей будущей женой, Диной Марией Джеральдиной Марантой Пантоув (индон. Dina Maria Geraldine Maranta Pantouw), которая представляла город Манадо.

## Деятельность на посту министра иностранных дел
30 июля 1953 года Сунарио был назначен министром иностранных дел в кабинете премьер-министра Али Састроамиджойо. Находясь на этом посту, он сыграл большую роль в создании Движения неприсоединения и организации конференции афро-азиатских стран в Бандунге. 23 апреля 1955 года Сунарио и премьер Китайской Народной Республики Чжоу Эньлай подписали соглашение, согласно которому более двух с половиной миллионов лиц китайского происхождения, живущих в Индонезии, получили право на получение гражданства КНР; для этого они должны были в течение двух лет уточнить, к какой национальности они себя относят.

## Последние годы жизни
С 1962 по 1964 год Сунарио был послом Индонезии в Великобритании, с 1963 по 1966 год — ректором Университета Дипонегоро в Семаранге.
Сунарио Састровардойо умер в 1997 году. На его похоронах присутствовали многие члены правительства, включая президента Сухарто. В 2002 году в министерстве иностранных дел Индонезии состоялась памятная церемония, посвящённая Сунарио.